# Dani Levy
Dani Levy (Basilea, 17 de noviembre de 1957) es un cineasta, director teatral, guionista y actor suizo.

## Biografía
Levy navcó en el seno de una familia judía residente en Basilea en 1957. Su madre era una superviviente del Holocausto. Se trasdladó a Berlín en la década de los 80.
Sus inicios como director de Levy incluyen títulos como RobbyKallePaul, I Was on Mars, La jirafa, Du mich auch y Väter (esta última protagonizada por Christiane Paul). Su película de 1995 Noche tranquila ganó la Honorable mención en el Festival Internacional de Cine de Berlín de 1995.
En 2004, dirigió El juego de Zucker, una comedia sobre un judío secularizado de la ex RDA que tiene que reconciliarse con su hermano que es judío ortodoxo. En 2007, dirigió la tragicomedia Mein Führer– Die wirklich wahrste Wahrheit über Adolf Hitler, sobre un actor judío despedido para animar los discursos de Adolf Hitler durante los últimos días de la Segunda Guerra Mundial, protagonizada por el comediante alemán Helge Schneider. Fue exhibida en el Festival Internacional de Cine de Moscú de 2004.

## Filmografía
Director
- 1986: Du mich auch
- 1989: RobbyKallePaul
- 1991: I Was on Mars
- 1993: Ohne mich (corto)
- 1995: Noche tranquila (Stille Nacht)
- 1998: La jirafa (Meschugge)
- 1999: Das Geheimnis (corto)
- 2002: Väter
- 2004: El juego de Zucker (Alles auf Zucker!)
- 2007: Mein Führer– Die wirklich wahrste Wahrheit über Adolf Hitler
- 2010: Das Leben ist zu lang
- 2019: Berlin, I Love You
- 2020. Die Känguru-Chroniken

Actor
- 1986: Du mich auch .... Romeo
- 1989: RobbyKallePaul .... Robby
- 1991: Hausmänner .... Paul
- 1991: I Was on Mars .... Alio
- 1993: Ohne mich (Short) .... Simon Rosenthal
- 1994: Burning Life .... Neuss
- 1994: Einer meiner ältesten Freunde .... Zeto
- 1995: Die Mediocren .... Jost
- 1995: Halbe Welt .... Katz
- 1996: Killer Condom .... Prostitute's Client
- 1996: Tempo (1996) .... Bernd
- 1998: Meschugge .... David Fish
- 1999: Aimée & Jaguar .... Fritz Borchert
- 1999: Die Hochzeitskuh .... Fleabag Hotel Concierge
- 2001: Replay .... Matthias
- 2004: Alles auf Zucker! .... Pool-Spieler (uncredited)
- 2009: Deutschland 09 - 13 kurze Filme zur Lage der Nation .... Himself (segment "Joshua")
- 2010: Das Leben ist zu lang
- 2015: The People vs. Fritz Bauer .... Chaim Cohn
- 2015: Simon sagt 'Auf Wiedersehen' zu seiner Vorhaut .... Moderator
- 2018: Sohn meines Vaters .... Karl Kaufmann
- 2019: Winter Journey .... Landlord